# 埃米莉·德容-埃赫
埃米莉·德容-埃赫（荷蘭語：Emily Saïdy de Jongh-Elhage，1946年12月7日—），前荷属安的列斯政治家，為其解體前最後一任总理。

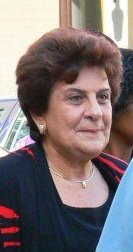

| 前任： 埃廷·伊斯 | 荷属安的列斯总理 2006年至2010年 | 繼任： 職位廢除 |